# Mammillaria carretii
Mammillaria carretii es una especie de planta suculenta perteneciente a la familia Cactaceae. Es endémico de Coahuila y Nuevo León en México. Su hábitat natural son los áridos desiertos.

## Descripción
Es una planta perenne solitaria con los tallos globosos o cilíndricos, que alcanza un tamaño de 5 - 6 cm de diámetro. Tiene 12 - 14 espinas radiales, en forma de agujas, ligeramente curvadas, de color amarillento, a 13 mm de largo, finamente pubescentes. Las flores en forma de embudo largo, de color blanco cremoso, con venas de color de rosa, alcanzan un tamaño de 25 mm  de largo y 15 mm  de diámetro.

## Taxonomía
Mammillaria carretii fue descrita por Rebut ex K.Schum. y publicado en Gesamtbeschreibung der Kakteen 542, en el año 1898.
Etimología
Mammillaria: nombre genérico que fue descrita por vez primera por Carolus Linnaeus como Cactus mammillaris en 1753, nombre derivado del latín mammilla = tubérculo, en alusión a los tubérculos que son una de las características del género.
carretii: epíteto  otorgado en honor del Sr. Carret, del que se desconocen los datos.
Sinonimia
- Chilita carretii
- Ebnerella carretii
- Neomammillaria saffordii
- Chilita saffordii
- Mammillaria saffordii[4]